# Mathilde de Svazzema
Mathilde Élise Angèle Carly de Svazzema, née le 21 octobre 1839 à Orléans, est une épistolière et aventurière française. Elle entretient notamment une relation platonique et à distance avec Gustave Courbet.

## Biographie
Née à Orléans le 21 octobre 1839, Mathilde Élise Angèle Carly de Svazzema est la fille de Marie Fillion et de Montaigne Carly de Svazzema (1793-1849), militaire, chevalier de la Légion d'honneur, devenu employé supérieur des contributions indirectes à Orléans, puis muté à Valognes, directeur des contributions indirectes de la Vienne. Elle a deux frères et trois sœurs. Son frère aîné, Oscar-Charles-Henri, officier de marine, obtient la légion d'honneur en 1855, il démissionne de la marine en 1860 et décède en 1869 à La Havane (Cuba). Une de ses sœurs, Léonide Élisabeth Pauline, est l'épouse de Charles Le Blanc (1817-1865), puis de Pierre Antoine Lutz mort en Nouvelle Calédonie, et enfin, en 1878, de l'architecte Léon de Sanges.
Mathilde se marie à Paris en 1859 avec le négociant parisien William Gronninge. Elle ne semble plus vivre avec lui en 1872 (elle est dite « épouse Gronninge » lors de son procès quinze ans plus tard).
Mathilde se dit l'amie de Gambetta et de Dumas fils.

### Correspondante avec Gustave Courbet
De novembre 1872 à mai 1873, elle entretient avec Gustave Courbet, une relation épistolaire amoureuse et érotique. Les deux amants virtuels ne se sont jamais rencontrés. Le peintre de L'Origine du monde emploie des mots et des images très crus auxquels Mathilde répond sans pudeur, pour lui plaire. En janvier, il évoque même de peindre son intimité « Quand je te tiendrai mon chéri, sais-tu ce que je veux faire ? Je veux faire un portrait scrupuleux de ton grand con dans sa couleur merveilleuse, je veux le faire sur un panneau qui doublera ma boîte de peinture, je l’aurai toujours avec moi, il enchantera mes rêves, où que je sois, qu’il pleuve, ou que le ciel soit bleu, je l’aurai avec moi […] ».
Elle est chargée de vendre un tableau à Paris mais ne paye jamais l'artiste.
Courbet, acculé de dettes et poursuivi pour la chute de la colonne Vendôme, s'est réfugié à Ornans. Désireuse de le rencontrer et conviée à lui rendre ses lettres en vue d'une publication, elle vient à Besançon. Mathilde souhaite être payée pour cette édition et a gardé dix lettres de Courbet. Son assistant, Cherubino Patà, poursuit Mathilde pour récupérer les lettres compromettantes. Fin juillet, alors que Courbet s'est enfui en Suisse, Mathilde, considérée comme une « rouleuse d'homme » est arrêtée et emprisonnée 27 jours à Besançon.
Elle écrit encore quelques lettres à l'artiste en 1874 et 1875. Une partie de cette correspondance est exposée et révélée au moment de l'exposition « André Masson, les yeux les plus secrets » qui s'est tenue au musée Courbet à Ornans en 1991, exposition durant laquelle est présentée pour la première fois au public européen L'Origine du monde avec son cache par André Masson. Le catalogue de cette exposition reproduit les lettres de Mathilde détenues dans les collections de l'Institut Gustave Courbetdans une séquence appelée « le roman de Mathilde ». Les autres lettres disparaissent. Fin 2023, vingt-cinq lettres de Courbet et 90 lettres de Mathilde sont découvertes à la bibliothèque municipale de Besançon, elles y ont été déposées vers 1905. Elles pouvaient être inventoriées, mais n'étaient pas communicables, elles ont été oubliées. Ses lettres sont exposées du 21 mars au 21 septembre 2025 à la Bibliothèque municipale de Besançon.

### Autres affaires
Mathilde est arrêtée à Paris pour proxénétisme et commerce illégal d'objets d'art en 1875 et 1877. En 1877, elle vit avec un dénommé Gibbs, qui a 24 ans. Il est dit bookmaker, marchand de curiosité et courtier en tableaux.
Le 3 mai 1886, à Troyes, elle passe en jugement devant la cour d'assises de l'Aube, aux côtés d'un complice nommé Corlieu, pour faux et usage de faux dans le cadre d'une escroquerie : elle est acquittée. Le photographe Gustave Lancelot est une de ses victimes,. Elle est recensée à Saint-Maximin (Oise) en 1891 .